# Biathlon ai XIII Giochi olimpici invernali
Nel biathlon ai XIII Giochi olimpici invernali, che si svolsero nel 1980 a Lake Placid (Stati Uniti), vennero assegnate medaglie in tre specialità. 

## Risultati

### Biathlon maschile

#### 10 km
| Posizione | Atleta            | Nazione          | Tempo / Pen. |
| --------- | ----------------- | ---------------- | ------------ |
| 1         | Frank Ullrich     | Germania Est     | 32:10,69     |
| 2         | Vladimir Alikin   | Unione Sovietica | 32:53,10     |
| 3         | Anatolij Aljab'ev | Unione Sovietica | 33:09,16     |

#### 20 km
| Posizione | Atleta            | Nazione          | Tempo / Pen. |
| --------- | ----------------- | ---------------- | ------------ |
| 1         | Anatolij Aljab'ev | Unione Sovietica | 1:08:16,31   |
| 2         | Frank Ullrich     | Germania Est     | 1:08:27,79   |
| 3         | Eberhard Rösch    | Germania Est     | 1:11:11,23   |

#### Staffetta 4x7,5 km
| Posizione | Nazione          | Atleti                                                                 | Tempo / Pen. |
| --------- | ---------------- | ---------------------------------------------------------------------- | ------------ |
| 1         | Unione Sovietica | Vladimir Alikin Aleksandr Tichonov Vladimir Barnašov Anatolij Aljab'ev | 1:34:03,27   |
| 2         | Germania Est     | Mathias Jung Klaus Siebert Frank Ullrich Eberhard Rösch                | 1:34:56,99   |
| 3         | Germania Ovest   | Franz Bernreiter Hans Estner Peter Angerer Gerhard Winkler             | 1:37:30,26   |

## Medagliere per nazioni
| Pos. | Paese            | Oro | Argento | Bronzo | Totale |
| ---- | ---------------- | --- | ------- | ------ | ------ |
| 1    | Unione Sovietica | 2   | 1       | 1      | 4      |
| 2    | Germania Est     | 1   | 2       | 1      | 4      |
| 3    | Germania Ovest   | 0   | 0       | 1      | 1      |